# Mongoleon kaszabi
Mongoleon kaszabi is een insect uit de familie van de mierenleeuwen (Myrmeleontidae), die tot de orde netvleugeligen (Neuroptera) behoort. 
Mongoleon kaszabi is voor het eerst wetenschappelijk beschreven door Hölzel in 1970.